# 111 Dywizja Piechoty (III Rzesza)
111 Dywizja Piechoty (niem. 111. Infanterie-Division) – niemiecka dywizja z czasów II wojny światowej, sformowana na mocy rozkazu z 6 listopada 1940, w 12. fali mobilizacyjnej w rejonie Fallinbostel w XI Okręgu Wojskowym.

## Struktura organizacyjna
- Struktura organizacyjna w 1940 :

50., 70. i 117. pułk piechoty, 117. pułk artylerii, 111. batalion pionierów, 111. oddział rozpoznawczy, 111. oddział przeciwpancerny,.111 oddział łączności, 111. polowy batalion zapasowy;
- Struktura organizacyjna w listopadzie 1943 :

50., 70. i 117. pułk grenadierów, 117. pułk artylerii, 111. batalion pionierów, 111. dywizyjny batalion fizylierów, 111. oddział przeciwpancerny, 111. oddział łączności, 111. polowy batalion zapasowy.

## Dowódcy dywizji
- Generalleutnant Otto Stapf (5 XI 1940 – 1 I 1942)
- Generalmajor Hermann Rücknagel (1 I 1942 – 15 VIII 1943)
- Generalmajor Werner von Bülow (15 VIII 1943 – 30 VII 1943)
- Generalmajor Hermann Recknagel (30 VIII 1943 – 1 XI 1943)
- Generalmajor Erich Gruner (1 XI 1943 – 12 V 1944)